# Francine Fox
Francine Fox (n. 16 martie 1949, Washington, D.C., District of Columbia, SUA) este o caiacistă ce a reprezentat Statele Unite ale Americii, medaliată olimpică. A participat la o ediție a Jocurilor Olimpice (1964) în care a câștigat o medalie de argint.

## Participări
Lista de mai jos prezintă principalele competiții la care a participat Francine Fox de-a lungul carierei.
- canoeing at the 1964 Summer Olympics – women's K-2 500 metres[*]